# 崔卫平
崔卫平（1956年—），女，江苏省盐城人。北京电影学院基础部教授、学者、翻译家和社会批评家。主要研究领域有：政治哲学、文学理论和批评、当代东欧思想文化。

## 生平
1978年2月，崔卫平考入南京大学中文系，1982年大学毕业，获汉语言文学学士学位。1984年南京大学中文系研究生毕业，获文艺学硕士学位。1984年，崔卫平被分配到北京电影学院任教，先后任教于文学系，社科部、基础部。1999年，升任教授。
2008年，参加首批签署《零八宪章》。2009年3月11日在布拉格与徐友渔、莫少平代表零八宪章团体领取Homo Homini人权奖。

## 轶事

### 论草泥马
崔卫平在博客中写道：
|  | 至于“草泥马”，我为发明这种谐音隐语的人击节赞叹。它的潜台词是说——有些话我是说不得的，你不让我说，这个我知道，你看，我是配合的，不是吗？当然了，我自己也觉得，说这样的糙话是不应该的，我没有必要为了你而将自己降到某个水平之下，即使你逼我说，我也不说，我要保持我自己的体面和尊严；即使你退回到某个野蛮的水平，我还是保持自己文明人的身份，这个还不行吗？ |

## 著作

### 著作
- 《带伤的黎明》，青岛出版社, 1998年，ISBN 7-5436-1954-7
- 《不死的海子》，中国文联出版社，1999年，ISBN 9787505928596
- 《看不见的声音》，浙江人民出版社, 2000年，ISBN 7-213-02021-8
- 《我见过美丽的景象》，百花洲文艺出版社, 2000年，ISBN 7-80647-202-9
- 《积极生活》中国人民大学出版社, 2003年，ISBN 7-300-04897-8
- 《正义之前》，新星出版社, 2005年，ISBN 7-80148-804-0
- 《水木年华》，河南文艺出版社, 2004年，ISBN 7-80623-458-6
- 《我们时代的叙事》，花城出版社, 2008年 ISBN 978-7-5360-5303-8
- 《迷人的谎言》，中国华侨出版社，2012年 ISBN 9787511321893

### 译著
- 伊凡·克里玛著；崔卫平译，《布拉格精神》，作家出版社, 1998年，ISBN 7-5063-1328-6
- 瓦茨拉夫·哈维尔著，崔卫平译，《哈维尔文集》
- 亚当·米奇尼克著；崔卫平译，《通往公民社会》

### 编著
- 主编，《苹果上的豹》，北京师范大学出版社, 1993年，ISBN 7-303-02999-0
- 编，《不死的海子》，中国文联出版公司, 1999年，ISBN 7-5059-2859-7
- 主编，《2007人文中国》，广东人民出版社, 2008年，ISBN 978-7-218-05719-4
- 编，《知识分子二十讲》，天津人民出版社, 2009年，ISBN 978-7-201-05948-8